# Urbano Reis
Urbano Reis (São Paulo, 31 de maio de 1921 - São Paulo, 31 de janeiro de 2010) foi um radialista e político brasileiro.
Urbano Reis começou sua carreira na Rádio Bandeirantes em 1939 como radialista e com o passar do tempo virou autor de programas (programa Teatro Urbano Reis) e novelas radiofônicas (novelas religiosas em geral). Trabalhou em várias rádios paulistas, como: Rádio Educadora Paulista, Rádio Excelsior, Rádio Cultura, Rádio Mulher, Rádio Record, Rádio São Paulo.
Em 1952, junto com colegas importantes, fundou a ACRESP - Associação dos Cronistas Radiofônicos do Estado de São Paulo. Foi essa entidade que organizou por muitos anos a avaliação e entrega do Prêmio Roquette Pinto, a mais importante láurea da televisão e do rádio de São Paulo . Ele próprio recebeu o prêmio por 7 vezes consecutivas, de 1958 a 1964, quando lhe foi entregue o Roquette de Ouro.  Urbano Reis também dirigiu a AFEU - Associação dos Funcionários das Emissoras Unidas.
Na década de 1960 foi Vereador da cidade de São Paulo eleito pelo PR, e Deputado Estadual de seu estado natal, SP, pela antiga ARENA.